# CV-222
La CV-222 comunica Betxí amb Borriana mentre circumval·la el poble de Les Alqueries. Pertany a la Xarxa de carreteres de la Generalitat Valenciana. El seu nom ve de la CV (que indica que és una carretera autonòmica) i el 222, és el número que rep la carretera, segons l'ordre de nomenclatures de les carreteres del País Valencià.

## Traçat
Comença a la redona que es crea a la CV-18, que circumval·la la població de Borriana, i l'eixida de Borriana de l'Avinguda del Camí d'Onda, d'ací parteix cap a Les Alqueries a la que circumval·larà fins a deixar-la enrere per travessar la N-340 i així arribar a la redona d'entrada a l'AP-7, fins ací la carretera rep la denominació de CV-2203, a partir d'ací pren camí fins a arribar a Betxí a on finalitza el seu recorregut.
Existeix un projecte futur de construir una segona calçada, i convertir-la en carretera doble.